# Dunham Jackson
Dunham Jackson (24.7.1888 - 6.11.1946) là nhà toán học người Mỹ.

## Cuộc đời và Sự nghiệp
Ông sinh tại Bridgewater, Massachusetts và học ở Đại học Harvard từ năm 1904. Năm 1909 ông đậu bằng cử nhân, năm 1909 đậu bằng thạc sĩ, rồi được học bổng sang nghiên cứu ở Đại học Göttingen, (Đức) từ năm 1909 tới 1911, và đậu bằng tiến sĩ ở trường này dưới sự hướng dẫn của giáo sư Edmund Landau. Cùng năm, ông trở về Hoa Kỳ làm trợ giáo ở Đại học Harvard tới năm 1916 thì làm phó giáo sư. Năm 1919 ông làm giáo sư ở Đại học Minnesota tại Minneapolis, Minnesota.
Ông đã nghiên cứu trong lãnh vực lý thuyết xấp xỉ, đặc biệt là lượng giác và các đa thức trực giao. Ông nổi tiếng về Bất đẳng thức Jackson.
Jackson được thưởng giải Chauvenet năm 1935.
Quyển Fourier Series and Orthogonal Polynomials của ông được xuất bản năm 1941 và được tái bản năm 2004.